# Mini-mental state examination
Le mini-mental state (MMS) ou mini-mental state examination (MMSE) ou test de Folstein est un test d'évaluation des fonctions cognitives et de la capacité mnésique d'une personne. Le mini mental test est employé à visée d'orientation diagnostique devant une suspicion de démence. Il est notamment employé dans le cadre d'un dépistage de la démence de type Alzheimer.

## Historique
Il a été publié pour la première fois par Folstein en 1975. Le formulaire a été acheté par Reed Elsevier qui dispose donc des droits y afférents et oblige théoriquement tout utilisateur à reverser un dollar par patient testé à partir des années 2000. Une tentative de diffusion d'une forme libre du questionnaire échoue en 2011 sous la pression des ayants droit du MMS.

## Détails du test
Le test est universel et consiste en une série de trente questions, de difficulté variable, réparties en six catégories :
- évaluation des capacités d'orientation dans le temps et dans l'espace (jour, mois, année, lieu, étage) ;
- des capacités d'apprentissage et de transcription des informations (le patient prend une feuille et fait ce qu’on lui dit avec) ;
- des capacités d'attention et de calcul (le patient retient 3 mots puis fait une série de calculs mentaux) ;
- des capacités de rappel des informations et de rétention mnésique (le patient doit se remémorer les 3 mots) ;
- des capacités de langage et d'identification (des objets sont montrés au patient et il doit les nommer) ;
- de praxie constructive (c'est-à-dire la capacité d'organiser une série de mouvements dans un but précis en reproduisant des formes géométriques).

À chacune des trente questions, une réponse juste entraîne un score de 1 et une réponse fausse ou approximative, un score de 0. Le score final est noté sur 30 points.

## Analyse et interprétations du résultat
Selon une recommandation de l'HAS, un score rendu en fin de test inférieur ou égal à 24 points permet d'évoquer un état de conscience altéré et d'orienter vers le diagnostic de la démence.
Le score est modulé et pondéré en fonction d'une grille de points correspondant à l'origine socio-culturelle de la personne, son niveau d'étude et à la durée totale de l'examen.
Bien qu'il ne s'agisse pas d'un outil de diagnostic, le type de démence peut être précisé en fonction des sous-scores de chacune des parties : les troubles mnésiques orientent davantage sur le diagnostic de démence type Alzheimer, alors que les déficits de l'attention orientent sur le diagnostic d'une démence sous-corticale, un syndrome frontal ou encore une démence vasculaire.